# FC Torpedo Kutaisi
Torpedo Kutaisi je gruzijski nogometni klub iz Kutaisija. Osnovan je 3. svibnja 1946. godine. Trenutno se natječe u Erovnuli Ligi, u najjačemu razredu gruzijskog nogometa. Kroz svoju povijest osvojili su četiri gruzijska prvenstva, pet kupova te dva superkupa. Domaće utakmice igraju na Stadionu Ramaz Šengelia koja može primiti 14.700 gledatelja. Najveći protivnik mu je Dinamo Tbilisi.

## Uspjesi
- Erovnuli Liga
  - Prvak (4): 1999./00., 2000./01., 2001./02., 2017.

- Gruzijski nogometni kup
  - Pobjednik (5): 1998./99., 2000./01., 2016., 2018., 2022.

- Gruzijski nogometni superkup
  - Pobjednik (2): 2018., 2019.

## Vanjske poveznice
- Službene stranice